# نونویتس
نونویتس (به آلمانی: Nonnewitz) یک منطقهٔ مسکونی در آلمان است که در تسایتس واقع شده‌است.
 نونویتس  ۸۴۱ نفر جمعیت دارد.